# Список умерших в 644 году

## Октябрь
- 10 октября — Паулин Йоркский, римский миссионер в Британии и первый епископ Йоркский.

## Ноябрь
- 3 ноября:
  - Абу Лулу Фируз, сасанидский персидский раб, убийца второго исламского халифа Умара ибн аль-Хаттаба;
  - Умар ибн аль-Хаттаб, 2-й праведный халиф (634—644).

## Дата смерти неизвестна или требует уточнения
- Абдуллах ибн Зейд, сподвижник пророка Мухаммеда.
- Ашина Сымо (Иминишусыликэхань), хан тюрок (639—644).
- Ван Цзи, китайский поэт.
- Гоэрик, 28-й епископ Меца (ок. 629—643), католический святой.
- Умм Мабад, женщина из племени хузаа, которая жила во времена исламского пророка Мухаммеда и дала описание его внешности.
- Аль-Ханса, арабская поэтесса.